# Свята літургія

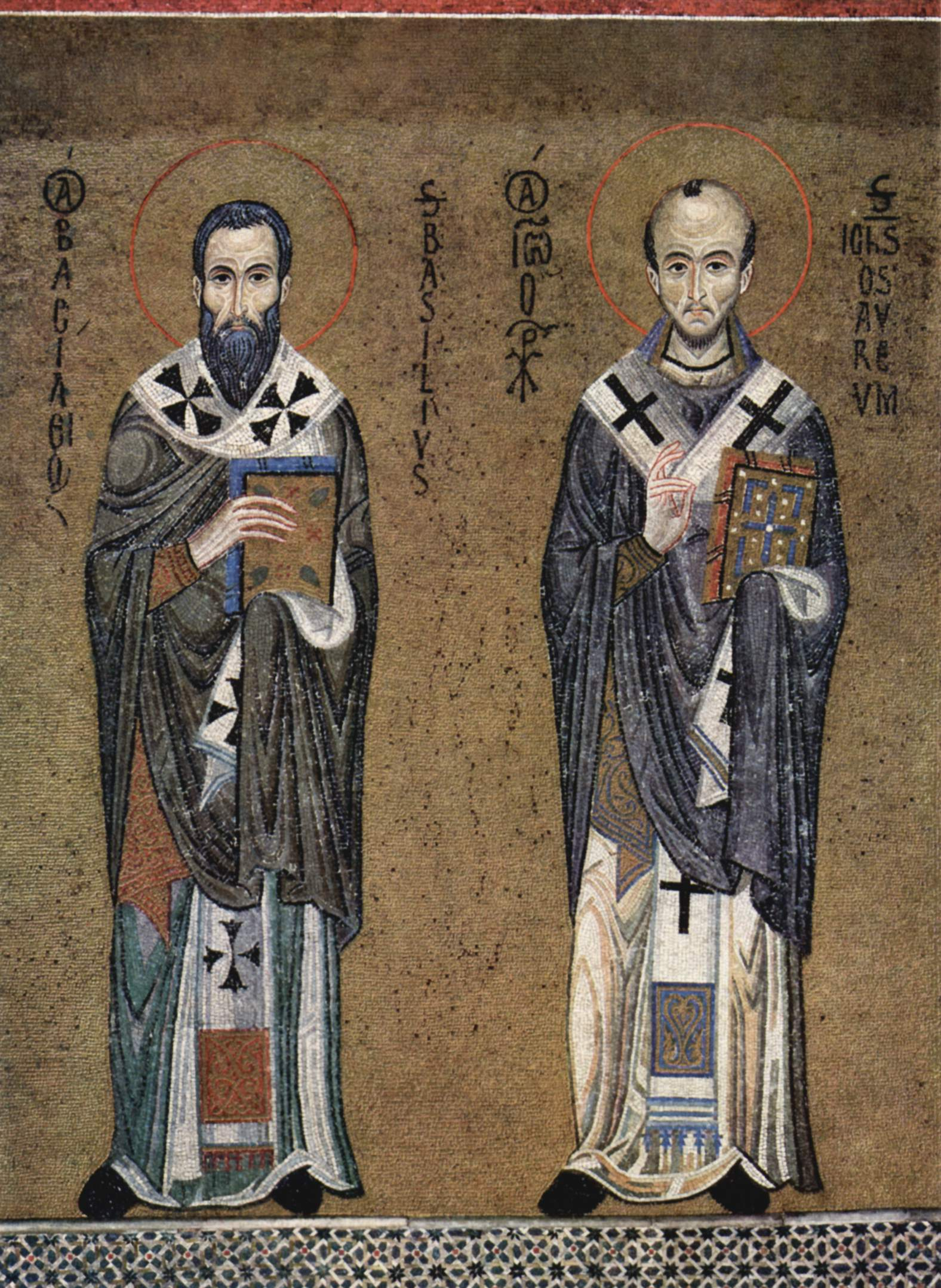
Ікона св. Василій Великий (ліворуч) та Іван Золотоустий, приписувані авторам двох найбільш часто використовуваних східних православних божественних літургій, бл. 1150 (мозаїка в Палатинській каплиці, Палермо).

Божественна літургія або Служба Божа (грец. Θεία Λειτουργία; болг. Божествена литургия; груз. საღმრთო ლიტურგია, латиніз.: saghmrto lit'urgia; пол. Boska Liturgia; чеськ. Božská liturgie; рум. Sfânta Liturghie; серб. Света Литургија — це євхаристійне богослужіння візантійського обряду, розроблене на основі Антіохійського обряду християнської літургії Вселенським Константинопольським Патріархатом.

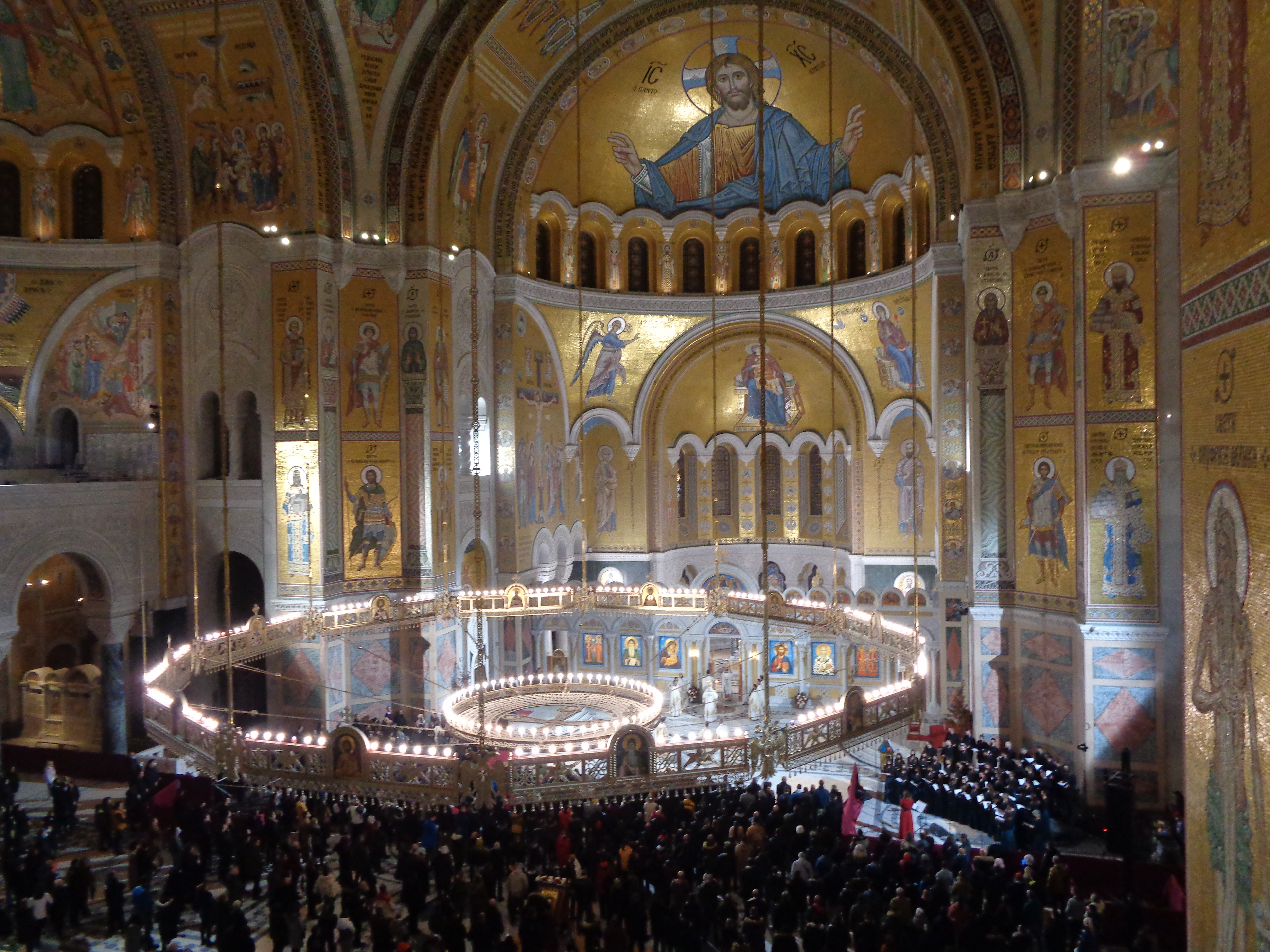
Церква Святого Сави, Різдво, Белград, 7 січня 2021 року

Греко-католицька та православна церкви вбачають, що Божественна Літургія перевершує час і світ. Усі віруючі є об'єднаними в поклонінні в Царстві Божому разом з відійшовшими святими та ангелами небесними. Усе в літургії розглядається як символічне, але не просто так, оскільки воно представляє невидиму реальність. Відповідно до східних традицій та вірувань, коріння літургії сягає адаптації єврейської літургії ранніми християнами. Перша частина, що отримала назву «Літургія катехуменів», включає, як службу в синагозі, читання Писань і, місцями, можливо, проповідь / проповідь. Друга половина, додана пізніше, базується на Тайній вечері та перших євхаристійних святкуваннях перших християн. Східні християни вірять, що Євхаристія є центральною частиною богослужіння, в якому вони беруть участь, оскільки вони вірять, що хліб і вино справді стають справжніми Тілом і Кров'ю Христа і що, приймаючи їх, вони разом стають Тілом Христовим є церква). Кожна Літургія має свої відмінності від інших, але більшість дуже схожа одна на одну з пристосуваннями, заснованими на традиціях, цілях, культурі та теології.

## Візантійський обряд
Три божественні літургії є загальновживаними у візантійському обряді :
- Божественна літургія святого Івана Золотоустого (V ст.), яка використовується в більшість днів року та як вечірня літургія на Благовіщення.
- Божественна літургія св. Василія Великого (IV ст.), яка застосовується у п'ять неділь Великого посту та у день св. Василія (1 січня). Напередодні Різдва Христового та Богоявлення, а також у Великий Четвер та Велику Суботу її святкують як вечірню літургію. У деяких традиціях літургія святого Василія також відправляється на Воздвиження Хреста, що дає Життя, 14 вересня.  Загалом ця літургія використовується 10 разів протягом літургійного року.
- Божественна літургія Предосвячених Дарів (VI століття) використовується під час Великого посту по середах, п'ятницях та декількох інших випадках, а також у перші три дні Страсного тижня. У наш час це завжди відправляється як вечірня літургія; Літургія Вірних не має Анафори (Євхаристійної молитви), Святі Дари були освячені та збережені («передсвячені») на попередній Божественній Літургії. Його традиційно приписують святому Григорію Діалогу, хоча деякі вчені вважають, що воно виникло з Антіохійського патріарха Севера.

Окрім них місцево і зрідка служиться Літургія св. Якова. Деякий час у візантійському обряді служилася також Літургія св. Марка.

### Архієрейська Літургія
Коли кількість єпархій різко зростала, єпископ, який очолює Євхаристійну асамблею, призначив пресвітерів, щоб вони виконували обов'язки в місцевих громадах (парафіях). І все-таки Церква в східному православ'ї розуміється не з точки зору пресвітера, а єпархіального єпископа. Коли останній особисто відправляє літургію, служба є більш складною та святковою. Щоб продемонструвати єдність із більшою православною громадою, ієрарх згадує ієрарха, якому він підпорядкований, або, якщо він є главою автокефальної церкви, він вшановує всіх своїх однолітків, імена яких він читає з диптиху.

### Типова структура
Формат Божественної літургії є фіксованим, хоча конкретні читання та гімни відрізняються залежно від пори року та свята.
Божественна Літургія складається з трьох взаємопов'язаних частин. Коли не в поєднанні з вечірнею або (в сучасній грецькій практиці) з раннею, літургії Івана Зототоустого та Василія Великого структуровані таким чином:
- Літургія підготовки, яка включає вступні та ризовні молитви священників та дияконів та протезу;
- Літургія Катехуменів (Оголошених), так звана, оскільки традиційно це єдина частина, яку вони можуть брати участь;
- Літургія Вірних, так звана, тому що в давнину брали участь лише охрещені члени Церкви, які мали добру репутацію. У сучасний час це обмеження стосується лише Святого Причастя — прийняття таїнства причастя.

Типове святкування Візантійської Літургії складається з:

#### Літургія приготування
Ця частина Літургії є приватною, її виконує лише священник і диякон. За пізнім символічним тлумаченням це символізує приховані роки земного життя Христа. Частиною Літургії Приготування почало вважатися відносно пізно
- Вхідні та молебні молитви, священні служителі (священники та диякони) заходять до церкви, вшановують ікони та вдягають свої облачення.
- Літургія приготування — священник і диякон готують хліб і вино для Євхаристії (див. Просфору) за Стілом приношення (Протеза).
- Кайрос — між священником і дияконом відбувається попередній діалог.

#### Літургія катехуменів
Це загальнодоступна частина Літургії, в якій і катехумени («оголошені»), і охрещені вірні перебували б у нефі:

- Вступне благословення священника
  - Він піднімає Євангельську книгу, роблячи хресний знак над вівтарем і проголошуючи:

</br> «Благословенне царство Отця і Сина, і Святого Духа, тепер і завжди, і на віки віків», на що відповідь «Амінь».

- Велика єктенія, починаючи з того, що священник проголошує: «У мирі помолімось Господу», на що відповідь «Господи, помилуй».
- Перший антифон
- Мала єктенія
- Другий Антифон
- «Єдинородний Сину»
- Мала єктенія
- Третій Антифон
- Малий вхід — процесія з Євангелією
- Вступний гімн
- Тропарі та кондаки
  - Гімни, присвячені пам'яті певних святих та біблійних подій, відповідно до літургійного календаря та місцевих звичаїв

- «Трисвяте» (Трисагіон) або в певні дні, інший гімн)

Тут стародавній початок Літургії, до якої історично була додана попередня частина, так званий енарксис. Замість нього в певні дні церковного року вечірня (до прокимену і читань включно), а в неділі за сучасним парафіяльним Уставом грецької традиції — рання (до Великого славослов'я включно). На літургії, поєднаній з таїнством Хрещення, замість енарксису хрещальний чин до читання Святого Письма.
- Прокіменон
- Читання послання
- Алілуя
- Читання Євангелія
- Благальне єктенія — «Промовимо з усією душі і всього нашого розуміння…»
- Єктенія за померлих — про це не говорять у неділю, Великі свята чи під час пасхального сезону
- Єктенія катехуменів та відпуст катехуменів

#### Літургія вірних
У першій церкві лише хрещені члени церкви, які могли приймати Святе Причастя, мали змогу відвідувати цю частину Літургії. У загальноприйнятій сучасній практиці, за дуже незначними місцевими винятками (наприклад, Афон), усі можуть залишитися.

- Перша єктенія вірних
- Друга єктенія вірних
- Херувимська пісня оспівував як духовних представників (або ікон) ангелів
- Великий Вхід — процесія, що переносить чашу і дискос (патену) від Столу приношення до вівтаря
- Завершальна єктенія — «Завершимо свою молитву до Господа»
- Поцілунок миру
- Символ віри (Нікейський символ віри)
- Sursum Corda («Піднесімо серця наші…» (Грецька: «Ἄνω σχῶμεν τὰς καρδίας»)
- Анафора (Євхаристійна молитва)
  - Гімнос Епінікіос або Санктус («Святий, Святий, Святий…»)
  - Євхаристійний канон, що містить Анамнеза (пам'ять про втілення, смерть і Воскресіння Христа та слова інституції)
  - Епіклеза Покликання Святого Духа до Святих Дарів (хліба та вина), щоб змінити їх на Тіло та Кров Христа
  - Поминання святих і Богородиці (гімн Богородиці)
  - Достойно є (Ἀξιόν ἐστιν) (у певні дні замінено різними гімнами на честь Богородиці)
  - Вшанування пам'яті єпископа та цивільної влади — «Пом'яни, Господи…»

- Благальна єктенія — «Всіх святих пом'янувши…»
- Господня молитва
- Уклін голови
- «Святе — святим»
- Гімн причастя
- Святе Причастя
- «Ми бачили Світло істинне»
- «Нехай наповняться уста наші похвалою Твоєю, Господи…»
- Літанія Подяки
- Молитва за амвоном
- Псалом 33
- Відпуст

Упродовж Божественної літургії майже всі тексти співаються або звучать речитативом — не лише гімни, але і єпити, молитви, сповідання віри та навіть читання Біблії, залежно від традиції. У давніх рубриках та сучасній грецькій практиці проповідь, Нікейський Символ Віри та Господня молитва вимовляються / читаються, а не співаються. У слов'янській традиції співають або рецитують усе, крім проповіді.

#### Галерея частин східно-православної літургії

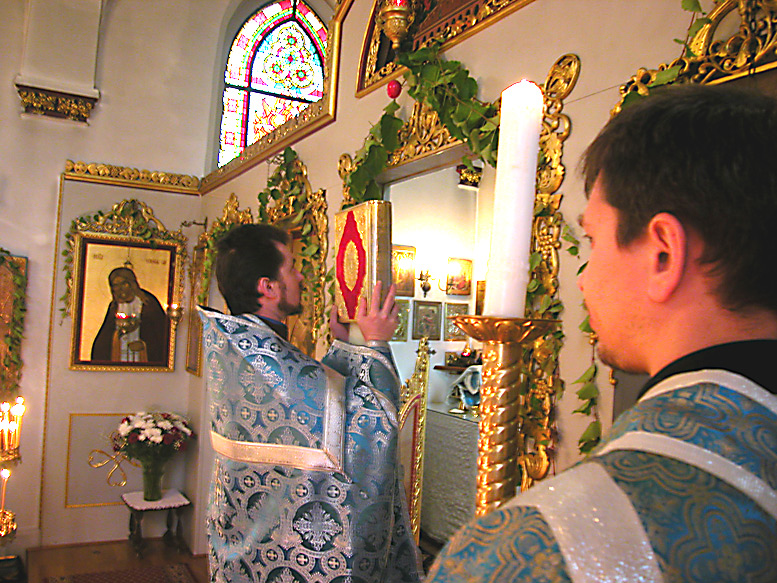
Священник робить Маленький Вхід з Євангелією
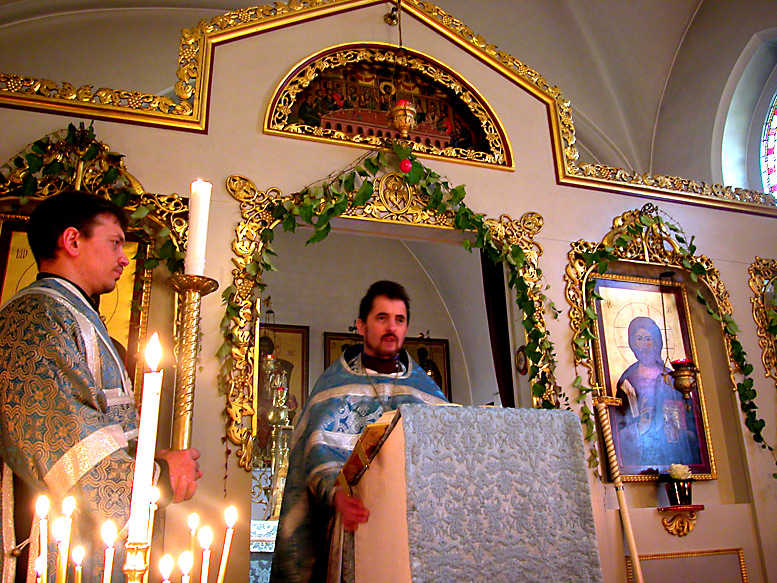
Священник читає Євангеліє
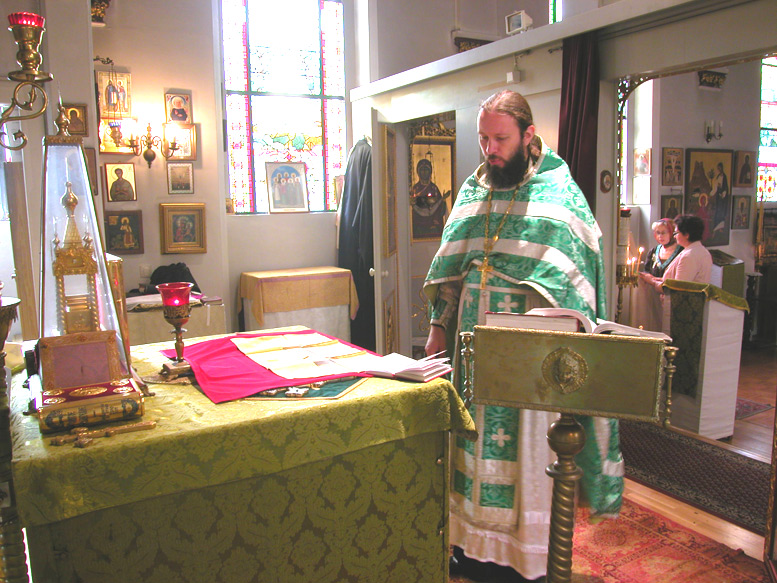
Літанія оголошених. Антимінс відкривається на три чверті шляху; остання частина буде розгорнута під клопотанням: «Що Він відкриє їм Слово Істини».
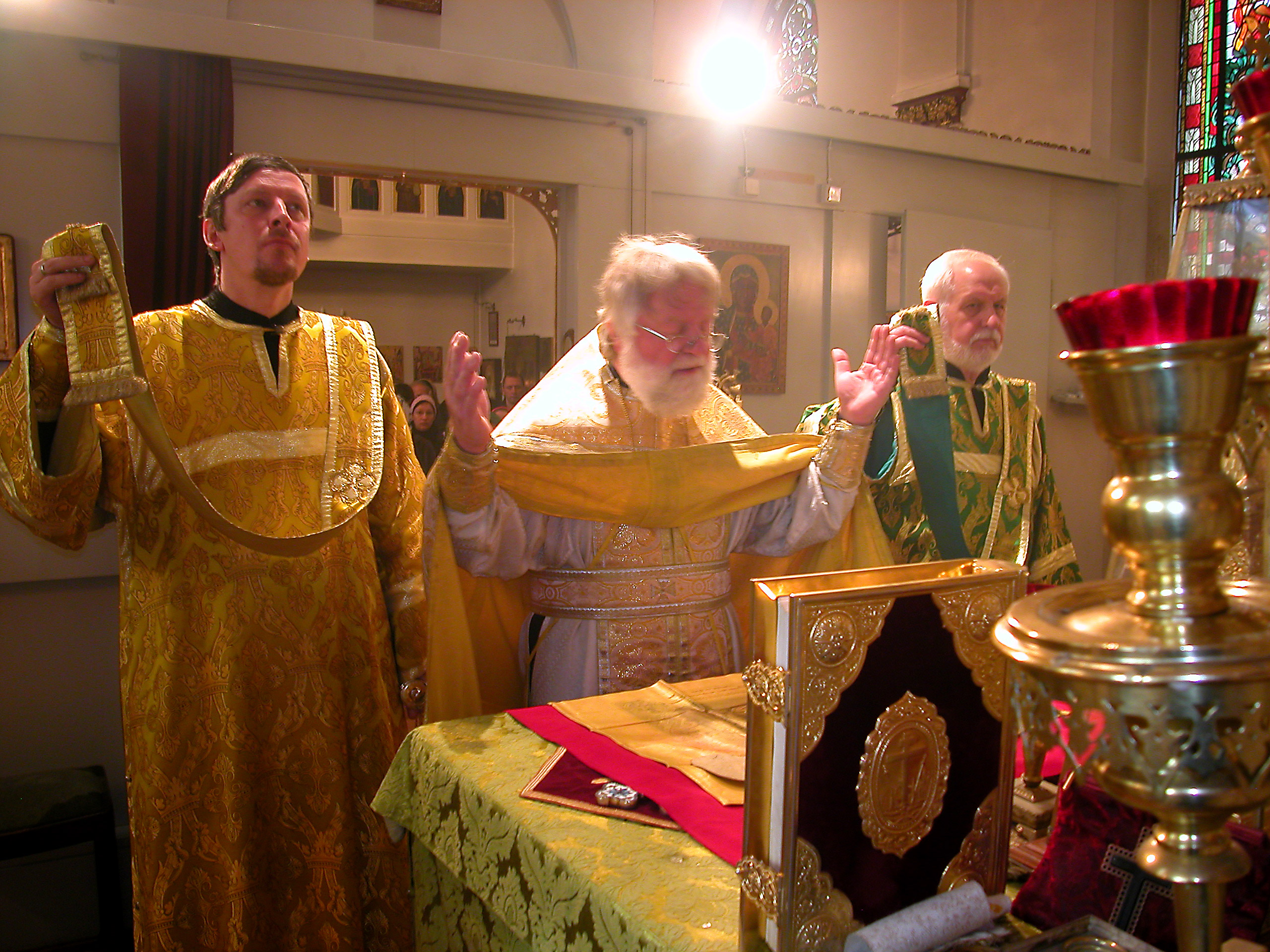
Священник і диякони читали херувимський гімн (під час публічного співу) перед Великим входом
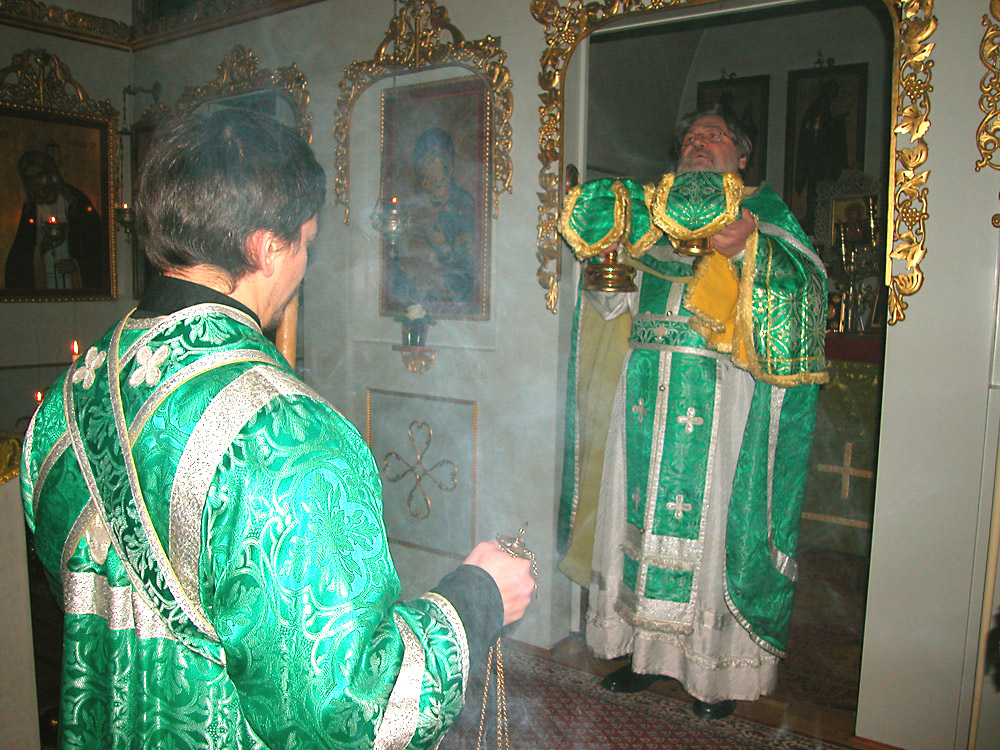
Священник робить Великий Вхід, а іподиякон тримає кадильницю
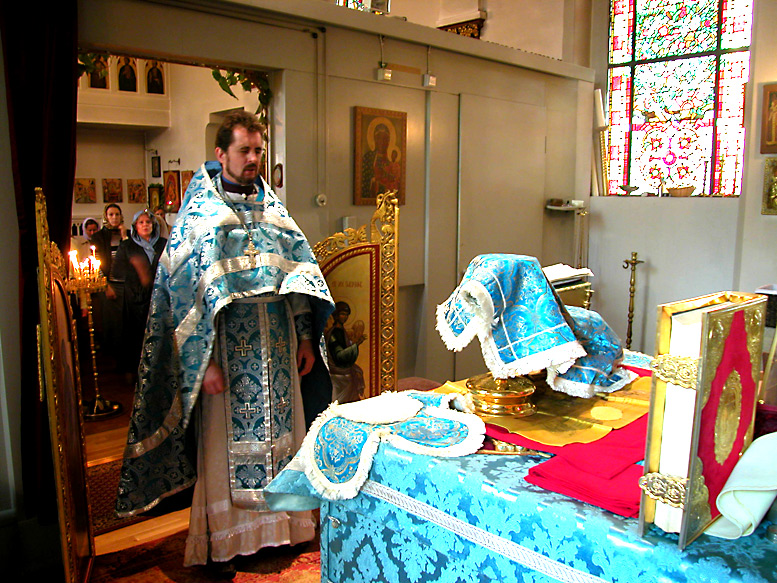
Священник, що стоїть за святим столом після Великого входу
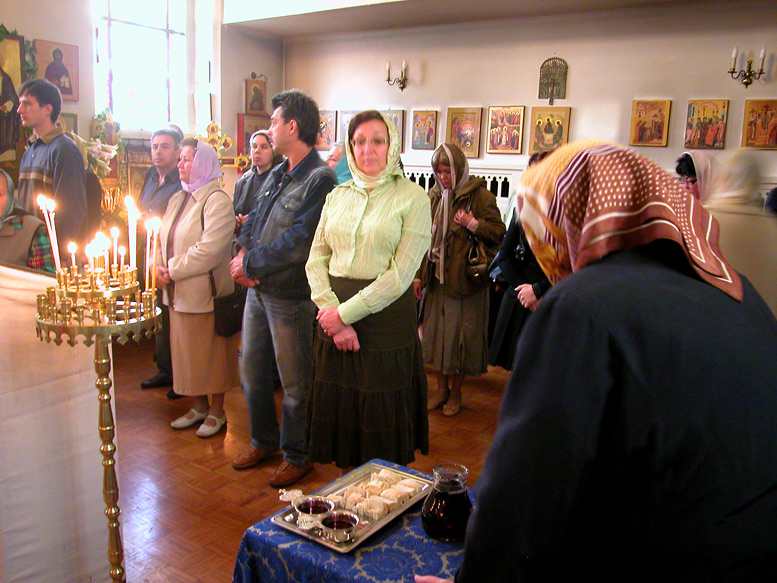
Вірні готуються до причастя. На передньому плані - вино та антидор, які споживатимуть причасники після того, як отримають Тіло і Кров Христа
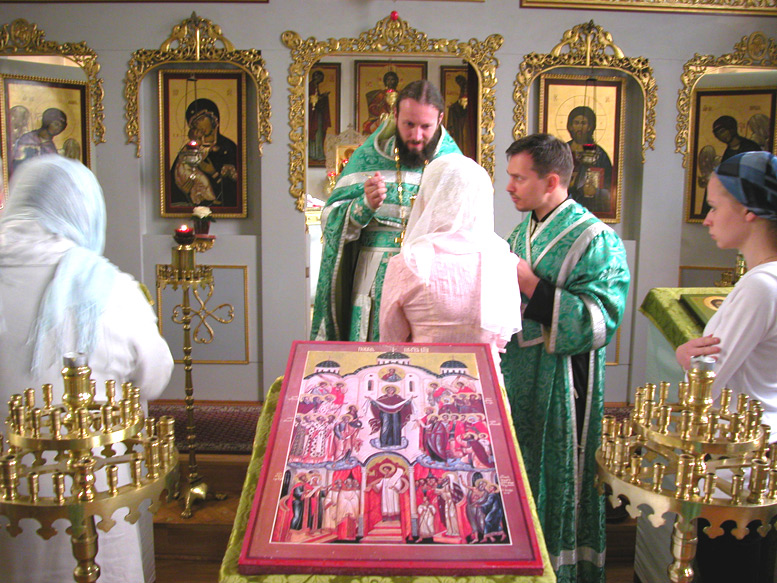
Розділення Святого Причастя вірним
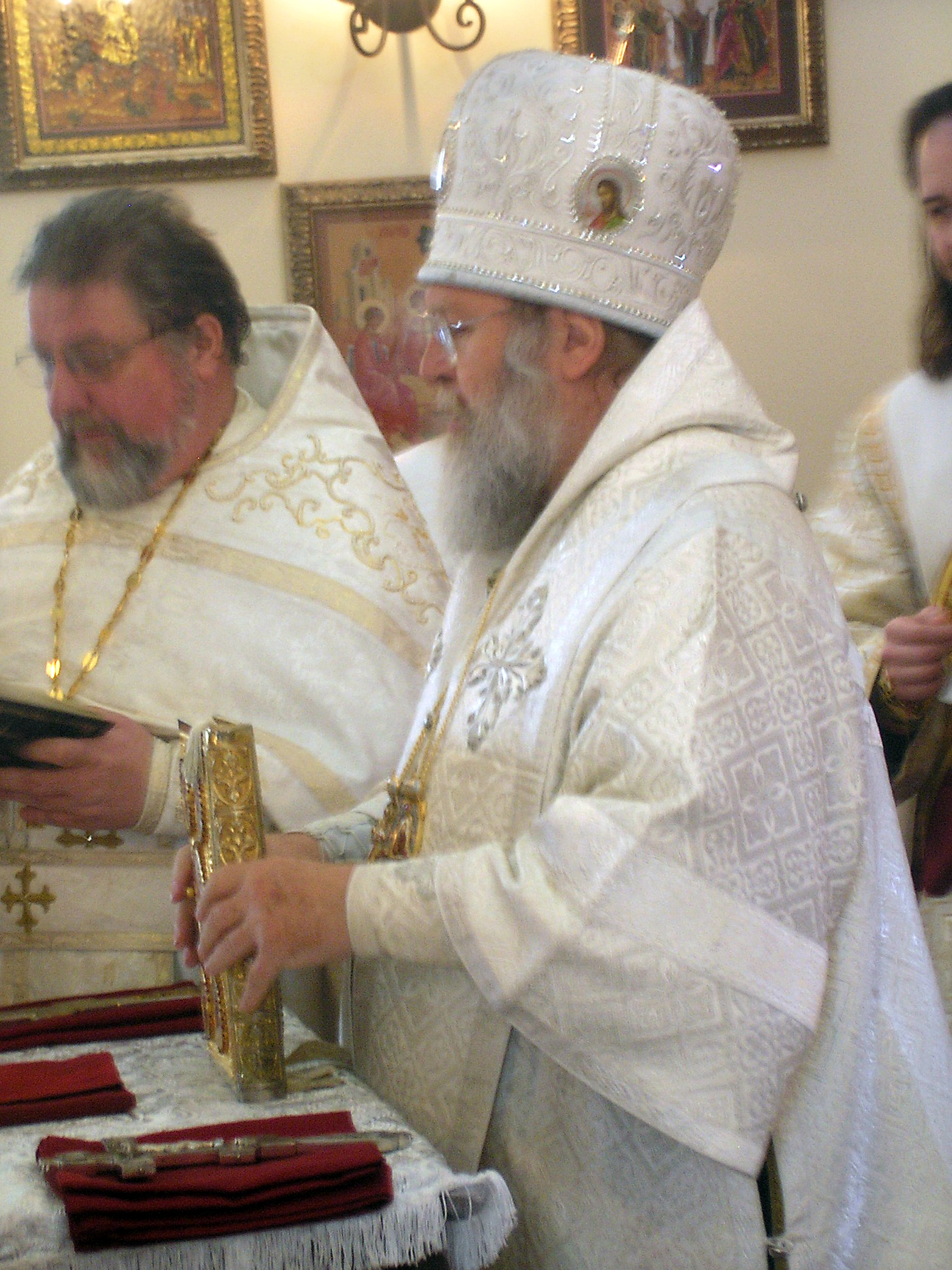
Священник (на цій фотографії єпископ) робить Хрестовий Знак Євангелієм над антимінсом після складання останньої
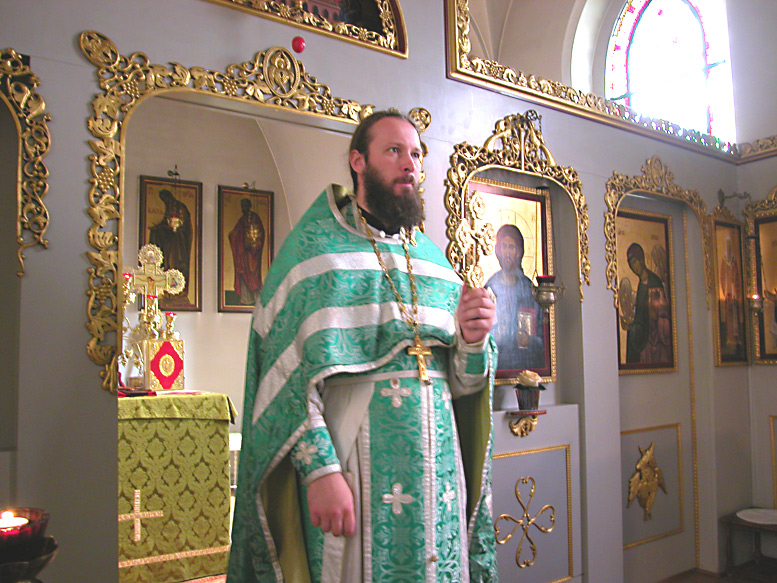
Священник, що дає звільнення з благословенням хрестом

## Орієнтальні православні церкви
«Божественна літургія» — це звичайне слово, яке на їх власних мовах послідовники візантійського обряду застосовують до своїх євхаристійних служб, але, хоча в англійській мові одне і те ж слово (як і слово «Меса») часом використовується для розмови про відповідні служби східних православних церков, звичайні назви, що використовуються в цих церквах, стосуються або аспекту жертвоприношення (Курбана в Сирійській православній церкві), Бадарак у Вірменській апостольській церкві, Просфора в коптській Православної церкви) або освячення (Кеддасе в ефіопській православній церкві Тевахедо).
Східні православні церкви мають багатство різних літургій, які названі на честь включеної анафори.

### Коптська літургія
В даний час Коптська православна церква та коптська католицька церква мають три літургії:
- Літургія св. Василія (IV ст.)
- Літургія св. Апостола Марка, ця літургія також відома як літургія св. Кирила
- Літургія святого Григорія Богослова

Літургія Василія Блаженного відправляється у більшість неділь та містить найкоротшу анафору. Літургія святого Григорія зазвичай використовується під час церковних свят, але не виключно. Крім того, священнослужителі, які виконують літургію, можуть поєднувати відрізки Літургій св. Кирила та Григорія з частіше використовуваним св. Василієм на розсуд священника чи єпископа.
Сирійська православна церква, сирійська католицька церква, сирійська маронітська церква Антіохії та Сиромаланкарська католицька церква західносирійського обряду, яка розроблена з антіохійського обряду, використовують версію Божественної літургії святого Якова, яка суттєво відрізняється від своєї Аналог візантійського обряду, особливо тим, що він значно коротший (він може бути завершений менш ніж за дві години, тоді як історична форма літургії візантійського обряду до ревізій св. Василія та Івана Зототоустого зайняла більше чотирьох годин), і тим, що його можна використовувати з більш ніж вісімдесятьма різними анафорами; найчастіше використовуються такі, як Мар Бар Салібі (який є найкоротшим), і святого Якова, що нагадує літургію візантійського обряду, і це передбачено в певних випадках, таких як великі свята, освячення церков, і перші літургії, які пропонують нововисвячені священники. Через тривалу ізоляцію християн Святого Томи, обряд Сиро-Маланкарської Католицької Церкви демонструє деякі відмінності, так що цей обряд називається Маланкарським.
Основна літургія, яку використовує коптська церква, відома як літургія святого Василія. Термін Літургії святого Василія в коптському контексті означає не тільки єдину анафору з відповідними молитвами або без них, але також загальний порядок літургії Александрійського обряду. 

#### Анафора
Єгипетська (або коптська) анафора святого Василія, навіть якщо пов'язана та використовує ту саму антіохінську (або «західно-сирійську») структуру представляє групу, відмінну від візантійської, західно-сирійської та вірменської груп анафор святого Василія. Єгипетська версія не походить безпосередньо від останньої і має свої особливості: її текст є більш коротким, з меншою кількістю біблійних та алюзійних удосконалень, і йому бракує чітко визначених тринітарних посилань :113 які є типовими для інших версій та відображають теологію Першого Константинопольського собору 381 року.
Структуру богейської коптської версії, що використовується сьогодні в Коптській церкві, можна узагальнити наступним чином:
- Анафора:
  - діалог відкриття
  - Передмова, прославляючи Отця як Господа і вічного царя, як творця неба і землі, моря і всього, що в них,[12] і як Отця Христа, яким все було створено
  - попереднього Sanctus, прославляючи Отця на престолі Його слави і поклонялися ангельських господарів, так представляючи
  - Санктус, проведений без Бенедикта
  - Пост-Санктус, згадуючи всю історію Спасіння, від Первородного Гріха до Втілення, Страстей, Воскресіння Христа аж до Страшного Суду
  - розповідь про установу
  - Анамнез, маючи на увазі Страсті, Воскресіння та Друге пришестя Христа
  - Oblation, пропонуючи Батько Євхаристійний подарунків
  - Епіклеза, просячи Святого Духа прийти і освятити і виявити дари як Найсвятіший; потім просимо Святого Духа зробити хліб Тілом, а чашу — Кров'ю Христа
  - Покрови, молячись про те, щоб учасники стали єдиним тілом, за Церкву, за Папу Олександрійського та за всю церковну ієрархію, за місто та урожай, за повені, за живих, за тих, хто приніс Євхаристію подарунки для святих — імена Марії, Івана Хрестителя, Святого Стефана, Святого Марка та Святого Василія; потім читання диптихів, після чого молитви за померлих
  - молитва за плід Причастя та остання доксологія.

Версія VII століття про коптську сапідську мову, знайдена в 1960 р. показує більш ранню і більш тверезу форму бохаїрського тексту: рукопис, неповний у першій частині, починається з Post Sanctus, а за ним слідує стислий розповідь Інституції, безглуздий Анамнез, який просто перелічує теми і закінчується приношенням. Наступна Епіклеза складається лише з молитви до Святого Духа, щоб той прийшов і виявив дари, без явного прохання змінити дари в Тілі та Крові Христа. Покрови коротші, і серед святих названа лише Марія. :112

#### Літургія святого Василія
Термін Літургія Святого Василія може також стосуватися всієї Євхаристійної Літургії, яка в Коптській Церкві має таку структуру:

##### Пропозиція пропозицій
Пропоновання (або Протеза) — це частина літургії, в якій вибирається та кладеться на вівтар сакраментальний хліб (qorban) та вино (abarkah). Усі ці обряди є розвитком середньовіччя.
Це починається з одягання священника в одяг та підготовки вівтаря, разом з молитвами про гідність ювіляра. У цей момент проголошується відповідна година канонічних годин, після чого миття рук з молитвою гідності і проголошення Нікейського символу віри.
Потім відбувається складний обряд вибору Агнця: поки збір співає 41 раз Kyrie eleison, священник перевіряє вино і вибирає серед хліба один коровай, який буде освячений (Ягня). Агнця чистять серветкою і благословляють великим пальцем священника, змоченим вином. Потім священник бере процесію Агнця навколо вівтаря, а диякон йде за ним із вином та свічкою. Біля вівтаря священник, відповідно до відповідних молитов, благословляє Агнця і вино, кладе Агнця на Патенту і вливає в чашу вино і кілька крапель води (чашу ставлять на вівтарі в коробка з ім'ям ковчег).
Остання частина пропозиції нагадує анафору: після діалогу священник благословляє громаду і проголошує подячну молитву, дякуючи Богу за підтримку нам і просячи його про гідну участь у літургії. Потім настає молитва про покриття, пролунану нечутно священником, яка має форму епіклези, що просить Бога показати своє обличчя на дарах і змінити їх, щоб хліб і вино стали Тілом і Кров'ю Христа. Цей текст може походити з античної анафори або просто бути пізнішим творінням високого Середньовіччя. Патентик і ковчег з чашею всередині тут покриті завісою.

##### Літургія катехуменів
У Літургії Катехуменів проголошуються читання з Нового Завіту. Ця частина була в давнину початком літургії, і єдина частина, в якій могли брати участь катехумени. Це приблизно еквівалентно Літургії слова у західних обрядах.
Починається з покаянного обряду, в якому спочатку священник нечутно молиться Христу про прощення гріхів (Опік Сину), а потім усі учасники стають на коліна перед вівтарем, а ювіляр або єпископ читає молитва про відпущення (Довіра Міністрам).
Читанню послань Павла передує приношення пахощів з чотирьох боків вівтаря, біля іконостасу, біля книги Євангелія та біля вірних у нави; тим часом вірні співають гімн Марії та гімн заступництву. Послання Павла слідує читанням з католицьких послань та одним із Діянь Апостолів. Здійснюється ще одне приношення ладану (Праксис Ладан), подібно до паулінового ладану, за винятком того, що запалюється лише перший ряд вірних. Після цього можна прочитати коптський синаксарій.
Після цих читань Трисагіон співається тричі, кожен раз з іншим посиланням на Втілення, Страсті, Воскресіння, таким чином звертаючись Трисагіон лише до Христа. Після Трисагіону слідує єктенія, читання псалму та спів Алилуї, нарешті, проголошення Євангелія від дверей святині. Проповідь може слідувати.

##### Літургія вірних
Літургія вірних — це серцевина Літургії, де розміщені належні євхаристійні обряди.
Починається з молитви Завіси, в якій священник приносить літургійну жертву Богові. Далі слідують Довгі Літанії, де всі моляться за мир, за церковну ієрархію та за збір. Проголошується Нікейський символ віри, священник тричі миє руки і окроплює громаду водою, читаючи Молитву Примирення, яка є молитвою гідності для всіх, хто відвідує літургію. Далі йде Поцілунок миру, під час якого вірні співають гімн Аспасмосу Адаму («Радуйся, Маріє»).
Проводиться Анафора. Після анафори відбувається відправлення  тобто зволоження Агнця кількома краплями освяченого вина, яке показано для поклоніння вірним. Виходить Частина освяченого Агнця, під час якої священник вимовляє молитву, яка змінюється відповідно до коптського календаря. Весь збір стоїть і молиться з розпростертими руками Господню молитву.
Щоб бути готовими до причастя, вірні вклоняються, а ювіляр вимовляє тихим голосом молитву підпорядкування, тоді священник та учасники пропонують одне одному побажання миру, а священник нечутно молиться Отцю про прощення гріхів (Звільнення Батька).
Піднесення подібне до того, що було у візантійському обряді, коли ювіляр, який піднімає частину Агнця з гравірованим хрестом (іспадікон), кричить: «Святі речі для святих». Священник робить другу відправу і акуратно кладе іспакідон у чашу (суміш) а потім вголос читає визнання віри. Слідує причастя, спочатку Тіло Христове, яке дарується ювілярам, дияконам і вірним, які підходять до святині без взуття, а потім Кров Христа в тому ж порядку. Тим часом співається псалом 150. Розповсюдження Євхаристії закінчується благословенням з Патеною.
Ритуали звільнення включають Молитву накладання рук та остаточне благословення.

### Вірменська літургія
В даний час Вірменська апостольська церква та Вірменська католицька церква мають єдину літургійну структуру, яка називається вірменським обрядом, з єдиною анафорою (Афанасій- Анафора) для літургії: Святий Патараг або західно-вірменський Святий Бадарак, що означає «жертва». Це відрізняється від інших літургій Східних Православних Церков (коптської, західно-сирійської, ефіопської), які зберегли безліч анафор.
Це означає, що текст Патарага може міститися в єдиній уніфікованій богослужбовій книзі Պատարագամատոյց (Pataragamatooyts, західно-вірменський Badarakamadooyts, що означає «приношення жертви»). Ця книга містить усі молитви за Патарагу, призначеного єпископу (якщо святкує як єпископ), священнику, що святкує, диякону (-ам) та людям, останнім, як правило, керує хор з акомпанементом.
До кінця X століття використовувались також інші літургійні форми, такі як Анафора св. Василія, Анафора св. Григорія Просвітлювача та інші.
Елементи вірменської євхаристійної літургії відображають багатий набір впливів на вірменську культуру. Коріння літургії лежать у західно-сирійській та візантійській формах, під впливом римо-католицької меси, яка, ймовірно, прибула в період четвертого хрестового походу або незабаром після цього.
Серед відмітних практик Вірменського патарагу є традиція, що в неділю посту перед Великоднем (Великий піст) завіса, що звисає перед піднесеним вівтарем (вірменський խորան khoran), ніколи не відкривається — навіть для читання Євангелія, деякі рухомі частини літургії опущені, частини літургії, які співає хор, вимовляються або співаються просто без прикрас, немає загальної сповіді і не розподіляється Причастя вірним. Ця практика посту з хліба до причастя під час підготовки до Великодня може відображати давній звичай церкви в Єрусалимі. Особливу молитву про покаяння співає духовенство вранці у Вербну неділю (вірмен. Ծաղկազարդ tsaghkazard, західно-вірменський дзаггазард), після чого завіса відкривається вперше з останньої неділі перед Великим постом.
Одним із елементів, який майже напевно походить від впливу західної літургії, є читання останнього Євангелія на завершення Патарагу. Однак святкування короткої панахиди за однією або кількома померлими особами (Հոգեհանգիստ hogehangist, західно-вірменський хокеханкіст, що означає «спокій духу») досить поширене в парафіях і замінює читання останнього Євангелія.

## Східно-сирійські церкви
Ассирійська церква Сходу, Стародавня церква Сходу та їх більші католицькі брати (Халдейська католицька церква та Сиро-Малабарська католицька церква), які використовують східно-сирійський обряд, який усі вони успадкували від Церкви Сходу, використовують один або більше з трьох різних Євхаристійний анафор під час святкування Святого Qurbana:
- Анафора з Аддаю та Марії (або Святкування апостолів, тобто апостолів святого Аддая та святої Марії)
- Святкування Теодора Мопсуестійського, приписане Теодору Мопсуестійському
- Святкування Несторія, приписуване Несторію